# Croix de cimetière de Charrecey
La croix de cimetière de Charrecey est une croix de chemin située sur le territoire de la commune de Charrecey dans le département français de Saône-et-Loire et la région Bourgogne-Franche-Comté.

## Historique
Elle fait l'objet d'un classement au titre des monuments historiques depuis le 26 septembre 1927.